# Batalla de Villarluengo
La batalla de Villarluengo va ser un dels combats de la primera guerra carlina.

## Antecedents
A Morella, Rafael Ram de Viu Pueyo va proclamar rei a Carles V el 13 de novembre, però evacuà la vila 9 de desembre en direcció a Calanda on foren interceptats. Ram de Viu però fou reconegut i capturat el 27 de desembre a Manzanera, jutjat i afusellat a Terol el 12 de gener de 1834. Manuel Carnicer va assumir la prefectura militar de l'exèrcit carlí al Baix Aragó i el Maestrat, i intentà unir les seves forces amb les que operaven al Principat i estendre la revolta a la vall del Segre i l'Urgell, però va patir una severa derrota prop de Maials. Carnicer va rebre instruccions d'anar a la Caserna Reial del Pretendent Carles Maria Isidre de Borbó per a rebre grau i ordres, havent deixat el coronel Ramon Cabrera el comandament interí de les seves tropes, i en ser detingut pels cristins a Miranda de Ebro fou afusellat allí mateix el 6 d'abril del 1835, i Cabrera prengué el comandament dels carlins al Maestrat.
En previsió de la campanya d'hivern, Cabrera va ordenar al Serrador atacar la província de Conca i a Joaquín Quilez la de Terol. La derrota i les pèrdues sofertes a la batalla de Soneixa van impedir que Cabrera pogués atacar l'Horta de València.
Quilez, en retirada a la seva base de Xelva després de la derrota el 25 de juliol de 1836 a la batalla d'Albaida a mans de Luis de Salamanca Martínez de Pisón, el marquès de Villacampo i perseguit per les columnes liberals de José Grases, Narváez, Francisco Warleta i Villacampo. El general Soria, es va dirigir a Villarroya, pensant que es Quilez es podria dirigir a Fortanet o Villarluengo, i sabent que el 4 d'agost es dirigiria a Fortanet, s'hi va avançar, i els carlins foren derrotats.

## Batalla
L'endemà, Ramon Cabrera va reunir les restes de la tropa que havien pogut escapar de la batalla de Fortanet i les de Francesc Tallada i Forcadell i de José Puértolas i va presentar-se a Villarluengo, on els seus espies els havien dit que els liberals farien nit abans d'arribar a Castellote, sabent que no tenien provisions i haurien de sortir. Mentre Forcadell atacava el poble amb dos batallons, els liberals van sortir i dirigir-se a la dreta dels carlins apostats en les altures obrint-se foc, però Cabrera no va creure poder acabar amb els liberals per les encertades disposicions tàctiques i es va retirar.

## Conseqüències
Cabrera, amb les seves forces i les de Joaquín Quilez, i Josep Miralles Marín el Serrador es van unir a l'Expedició de Miguel Gómez Damas que intentà infructuosament prendre Madrid.